# Озимая совка
Со́вка ози́мая, или ночница озимая (лат. Agrotis segetum) — насекомое семейства совок. Опасный вредитель сельскохозяйственных культур.

## Описание
Для бабочек характерен половой диморфизм, размах крыльев 34—45 мм, длина тела 18-22 мм.
Окраска варьирует: передние крылья самок желтовато-серые, бурые или почти черные с круглым, почковидным и клиновидными пятнами с тонкой черной каймой, вторая и третья поперечные полосы в виде двойных выгнутых линий, краевая линия в виде ряда черных штрихов. Окраска передних крыльев самцов светлее, чем у самок. Задние крылья самцов белые, самок — светло-серые, наружный край окаймлен серой полосой.
Гусеница длиной до 50 мм, серая, блестящая, со слабым зеленоватым оттенком. Куколка длиной 16—20 мм, бледно-коричневая, блестящая, с двумя шипами на конце брюшка. Яйцо длиной 0,48—0,53 мм, сначала белое, потом буроватое. 

## Ареал
Вид обитает в Западной Европе, Африке, на Ближнем Востоке, в Монголии, Китае, Японии, Индостане, Непале и занимает обширные территории бывшего СССР. В России распространена в Европейской части до полярного круга, на Северном Кавказе, в Приуралье, на юге Сибири и Дальнего Востока.

## Экология
Взрослые особи ведут сумеречный образ жизни, наиболее активны в сразу после захода солнца и на рассвете, кормятся на различных медоносах - растениях богатыми нектаром цветками, по некоторым данным, имеют способность к эхолокации. Яйца откладывают по одному (всего при благоприятных условиях самка откладывает до 2500 яиц) на нижнюю сторону прилегающих к земле листьев, на растительные остатки или даже почву. Бабочки могут скапливаться прогретых участках с редкой травой (например, пары и пропашные культуры) в большом количестве.
Яйцо развивается от 4 до 24 дней, в зависимости от климата. Гусеницы до четвертого возраста днем прячутся в земле, на глубине до 2 см и под лежащими на земле растительными остатками, в старших возрастах днем они углубляются в землю на 3-5 см. Питаются гусеницы по ночам, предпочитают всходы растений, часто уничтожая их целиком. Широкий полифаг, однако менее подходящие культуры сильно снижают продуктивность размножения (зерновые, картофель, капуста, табак - в отличие от лебеды). Развитие гусениц продолжается 24-30 дней.
Обычно за год совка развивается в двух поколениях (либо в одном или в трёх - в зависимости от количества тепла). Зимуют гусеницы последнего возраста на глубине 20—25 см. Весной они поднимаются в верхний слой почвы и окукливаются там в земляных пещерках. Первый лёт бабочек начинается во второй декаде мая. Наиболее опасны гусеницы первого поколения, которые повреждают весенние всходы и молодые растения сахарной свеклы, подсолнечника, кукурузы, проса и др.
Как и в случае с любой другой совкой, Agrotis segetum страдает от различных болезней, хищников (летучие мыши, большая синица) и паразитоидов, главным образом на стадии яйца и личинки. Некоторые осы аммофилы охотятся на гусениц, чтобы парализовав, использовать в качестве запаса пищи для своих личинок.